# Dunaújváros Gorillaz
A Dunaújváros Gorillaz egykori háromszoros Pannon Bowl győztes dunaújvárosi amerikaifutball-csapat.

## Története
2007-ben alapították a csapatot, 2008-ban indultak először a másodosztályban. 2009-től Grátz Vilmos irányítja a csapatot, ebben az évben a Gorillaz veretlenül bajnok lett és feljutott a Divízió I-be.
2010-ben az első osztályban 5. helyezést értek el, és épp lemaradtak a rájátszásról. 2011-ben a bajnokság átszervezése miatt a Divízió I a másodosztályú bajnokság lett. 2011 és 2016 között a Gorillaz mind a hat évben megnyerte a másodosztály alapszakaszát (30 győzelem és 2 vereség mérleggel), ám a hatból csak kétszer (2012-ben és 2016-ban) sikerült elhódítani a Pannon Bowl kupát; 2013-ban és 2015-ben a döntőben, 2011-ben és 2014-ben az elődöntőben kapott ki a Gorillaz csapata.
2017-ben és 2018-ban a HFL-ben indultak. A szezon után távozott az időközben szövetségi kapitánnyá kinevezett Grátz Vilmos. 2019-től a Divízió I-ben, 2021-től a Divízió II-ben játszottak. Utolsó szezonjukat 2022-ben játszották.

## Eredmények
| Év   | Alapszakasz                        | Play off                 |
| ---- | ---------------------------------- | ------------------------ |
| 2008 | Divízió II A csoport 3. hely (3-2) | -                        |
| 2009 | Divízió II Kelet 2 1. hely (4-0)   | IV. Pannon Bowl győzelem |
| 2010 | Divízió I 5. hely (4-2)            | -                        |
| 2011 | Divízió I 1. hely (6-0)            | Elődöntő vereség         |
| 2012 | Divízió I 1. hely (5-0)            | VI. Pannon Bowl győzelem |
| 2013 | Divízió I 1. hely (5-1)            | VII. Pannon Bowl vereség |
| 2014 | Divízió I 1. hely (4-0)            | Elődöntő vereség         |
| 2015 | Divízió I 1. hely (4-1)            | IX. Pannon Bowl vereség  |
| 2016 | Divízió I 1. hely (6-0)            | X. Pannon Bowl győzelem  |
| 2017 | HFL 6. hely (1–4)                  | -                        |
| 2018 | HFL 8. hely (0–7)                  | -                        |
| 2019 | Divízió I Nyugat 2. hely (3-3)     | Elődöntő vereség         |
| 2020 | Divízió I Nyugat 3. hely (0-3)     | -                        |
| 2021 | Divízió II Kelet 4. hely (2-3)     | -                        |
| 2022 | Divízió II 2. hely (3-1)           | Elődöntő vereség         |